# Steinvikholm Slot
Steinvikholm Slot er en slotsfæstning i Skatval i Stjørdal kommune i Norge. Steinvikholm ligger i Trondheimsfjorden mellem Skatval og Frosta. Slottet blev opført af den sidste katolske ærkebiskop i Nidaros, Olav Engelbrektsson. Ved opførelsen var slottet den stærkeste befæstning i Norge, og det største bygningsværk opført i norsk middelalder.
Opførelsen blev tidligst påbegyndt om sommeren i 1524, og det stod færdigt i 1532. Teknologisk og strategisk var befæstningen meget moderne, med Riga Slot og de skånske slotte Eriksholm, Torup og Vidskøvle som sandsynlige forbilleder, men blev hurtigt forældet. Slottet var både et forsvarsværk og en residens for ærkebiskoppen indtil han gik i landflygtighed ved reformationen i 1537. Mellem 1532 og 1556 boede endog lensherren for Trondhjem på Steinvikholm. I 1546 blev slottet ramt af brand, hvorefter det blev foretaget en del ombygninger. Under Den Nordiske Syvårskrig blev Steinvikholm belejret og efterhånden opgivet uden kamp. Lensherren havde Steinvikholm som repræsentationsbolig frem til 1575. Derefter blev slottet tilsyneladende forladt.
Slottet forfaldt betydeligt efter 1575, og fra 1661 blev det benyttet til stenbrud. Historien om ærkebiskoppens bygningsværk blev efterhånden glemt, og de fleste forbirejsende geografer og historikere fandt ruinerne uinteressante. I 1849 blev der foretaget mindre arkæologiske udgravninger, efter initiativ fra Fortidsminneforeningen, der i 1893 købte slotsruinerne og påbegyndte en omfattende udgravning og rekonstruktion frem mod år 1900. Slottet var oprindelig tre gange højere end de nuværende ruiner.